# Снимщиков, Захарий Васильевич
Захарий Васильевич Снимщиков (7 февраля 1896 — сентябрь 1919) — русский легкоатлет, военный летчик, офицер. Призёр Чемпионата России по лёгкой атлетике (1914).
Поручик. Участник Гражданской войны.

## Биография
Из крестьян Курской губернии. Окончил железнодорожное училище. Участник Первой Российской Олимпиады в Киеве (1913 год). Был в числе первых 15 российских легкоатлетов пробежавших марафонскую дистанцию (38 верст 56 сажень - 40,7 км). Был самым молодым участником забега - неполные 18 лет. Стал призёром, завоевав третье место. Через год на Второй Российской Олимпиаде, проходившей в Риге, стал бронзовым призёром на дистанции 5 км. После начала Первой Мировой войны в действующую армию вступил охотником в 1-ю АР в декабре 1914. Окончил теоретические авиационные курсы при Петроградском Политехническом институте. Для обучения полётам направлен в Севастопольскую авиашколу. 
После окончания Севастопольской военной летней школы (апрель 1916) — летчик 9-го ААО.
Во время гражданской войны — штабс-капитан, летчик 4-го самолётного отряда Донской авиации.
Погиб во время боевого вылета в сентябре 1919.